# Marina militare dell'India
Bhāratīya Nāu Senā (Devanagari: भारतीय नौ सेना) - Indian Navy in inglese, è la marina militare dell'India e parte delle forze armate indiane.

## Storia
La marina militare indiana moderna fu creata sotto la dominazione inglese, quando alcune navi da guerra vennero poste sotto bandiera indiana e dotate del prefisso HMIS, come i due sloop-of-war Sutlej e Jumna che parteciparono allo Sbarco in Sicilia. Con l'indipendenza dell'India il 26 gennaio 1950, il prefisso Royal venne rimosso e la marina fu definita solo Indian Navy, con le navi che presero il prefisso INS (Indian Naval Ship).

## Presente
Ha circa 55.000 uomini in servizio attivo, compresi 5.000 membri dell'aeronautica navale e 2.000 dei marine commandos, facendo dell'Indian Navy la quinta marina militare più grande del mondo. La Indian Navy conta attualmente 120 unità di superficie; in passato ha gestito anche portaerei come la INS Viraat, e la Vikrant; possiede anche 16 sottomarini.
Avendo nel 2012 la sola INS Viraat come portaerei in servizio, la marina indiana ha ancora in uso i suoi Sea Harrier Mk.51 e la versione navalizzata del MiG.29K, che dovrebbero operare anche a bordo della INS Vikramaditya in ricostruzione.
L'obiettivo primario della Indian Navy è naturalmente la difesa dei confini nazionali marittimi, ma viene usata anche per rafforzare le relazioni internazionali dell'India attraverso esercitazioni congiunte, visite nei porti stranieri e missioni umanitarie, compreso il soccorso in aree disastrate.

## Sviluppo
Negli ultimi anni la Indian Navy ha intrapreso un'estesa modernizzazione ed espansione con l'intenzione di incrementare le sue capacità di flotta d'alto mare.
Tra i suoi piani di sviluppo vi sono:
- la costruzione di tre navi portaerei da 40.000 tonnellate (Classe Vikrant dotate di un gruppo aereo imbarcato da 30 mezzi tra aerei ed elicotteri;
- la immissione in servizio della portaerei Vikramaditya, che aveva iniziato le prove in mare presso i cantieri navali Sevmash, in Russia, l'8 giugno 2012 era programmata per il 4 dicembre 2012[7] ma un problema alle caldaie causò un ritardo e le prove a mare furono ripetute a luglio 2013, questa volta con esito positivo. La nave venne consegnata alla marina indiana il 16 novembre 2013[8] nel corso di una cerimonia tenutasi a Severodvinsk[9][10] entrando in servizio nella marina militare indiana il 14 giugno 2014.[11][12]
- cacciatorpediniere (la nuova classe Delhi, con nome in codice Progetto 15)[13], da 6.700 t, il cui sistema integrato di combattimento è fornito dalla Bharat Electronics Ltd (BEL) di Hyderabad, azienda interamente indiana; le armi di bordo sono di costruzione russa, come il missile antinave Uran, designazione NATO SS-N-25 e gittata 130 km, ed il sistema missilistico antiaereo Shtil (SA-N-7)[13]; si prospettava anche l'integrazione di un sistema missilistico antinave indigeno, il Trishul, ma nel 2006 il suo sviluppo è stato sospeso; prosegue invece l'integrazione del missile antiaereo israeliano IAI Barak della Rafael Advanced Defense Systems. I radar sono un misto di produzione russa, olandese (Thales) e locale (il radar di navigazione in banda I della Bharat Electronics)[13]. La nave è in grado di operare dal suo ponte di volo di 500 m² due elicotteri, dai Sea King ai locali Dhruv e Chetak (un Aérospatiale Alouette III prodotto su licenza) della Hindustan Aeronautics Ltd (HAL)[13]. Avviata anche la produzione della nuova classe Kolkata di cacciatorpediniere lanciamissili con caratteristiche stealth[14]; anche questo progetto, designato come 15A, è armato con un mix di tecnologia russa ed indigena: l'armamento missilistico è contenuto in un VLS (Vertical Launch System, sistema di lancio verticale come nei cacciatorpediniere AEGIS) a 16 celle universale ed ospita anche i missili BrahMos, più altri due VLS dedicati esclusivamente ai missili Barak[14];
- fregate, specificatamente il nuovo Progetto 17A che ha preso il nome di classe Shivalik[15]; queste navi sono stealth e stazzano 4.900 t. Le loro caratteristiche stealth si estendono anche alla segnatura acustica e termica e sono dotate di missili Klub come armamento antinave e di missili supersonici da crociera BrahMos che conferiscono loro una forte capacità di attacco[15]. La marina indiana ne ha programmate 12 in vari lotti; le tre navi del primo lotto sono state varate e le prime due sono già in servizio, mentre la terza dovrebbe entrarvi nel 2012[15];
- pattugliatori costieri come quelli della classe Sukanya, già in servizio dal 1989[16] e corvette lanciamissili come la classe Kora, Progetto 25A[17];
- mezzi aerei adatti all'uso imbarcato come le versioni navali dei caccia russi che dovranno prendere servizio sulle nuove portaerei classe Viraat o gli elicotteri Dhruv e Chetak della HAL appunto in versione navalizzata;
- un SSBN: classe Arihant. 1° varato nel 2009; al 2025 2 in servizio, 2 in costruzione e 1 pianificato. Il progetto originale era denominato ATV (Advanced Technology Vessel) e ha visto iniziare lo studio nel 1989. è in grado di lanciare missili balistici K-15 anche da sotto il ghiaccio[18].

## Gradi

### Ufficiali
| Ufficiali                                                                                            | Ufficiali | Ufficiali    | Ufficiali    | Ufficiali | Ufficiali | Ufficiali | Ufficiali            | Ufficiali  | Ufficiali      | Ufficiali  | Ufficiali |
| Codice NATO                                                                                          | OF-10     | OF-9         | OF-8         | OF-7      | OF-6      | OF-5      | OF-4                 | OF-3       | OF-2           | OF-1       | OF-D      |
| --- | --------- | ------------ | ------------ | --------- | --------- | --------- | -------------------- | ---------- | -------------- | ---------- | --------- |
| Indian Navy                                                                                          |           |              |              |           |           |           |                      |            |                |            |           |
| Admiral of the Fleet1                                                                                | Admiral2  | Vice Admiral | Rear Admiral | Commodore | Captain   | Commander | Lieutenant Commander | Lieutenant | Sublieutenant) | Midshipman |           |
| |           |              |              |           |           |           |                      |            |                |            |           |
| 1 titolo onorifico concesso solamente in caso di guerra; 2 Grado riservato al Capo di Stato Maggiore |           |              |              |           |           |           |                      |            |                |            |           |

### Sottufficiali e comuni
| controspallina                 |                                      |                                      |                     | braccio |               |                |           |           |
| Grado                          | Master Chief Petty Officer 1st Class | Master Chief Petty Officer 2nd Class | Chief Petty Officer |         | Petty Officer | Leading Seaman | Seaman 11 | Seaman 21 |
|                                |                                      |                                      |                     |         |               |                |           |           |
| - 1 Nessun distintivo di grado |                                      |                                      |                     |         |               |                |           |           |

## Futuro della Marina Indiana
| Classe                                                       | Immagine   | Tipo      | Navi       | Origine | Dislocamento      | Note                                |
| ------------------------------------------------------------ | ---------- | --------- | ---------- | ------- | ----------------- | ----------------------------------- |
| Vishal                                                       |            | Portaerei | INS Vishal | India   | 65.000 t          | Portaerei CATOBAR in pianificazione |
| Next Generation Missile Vessels (NGMVs)                      |            | ASW       | 6          | India   |                   |                                     |
| Project 75I                                                  |            | SSK       |            | India   |                   | 6 in pianificazione                 |
| GRSE Anti Submarine Warfare Shallow Water Craft              |            | ASW       | 16         | India   | 700 t             |                                     |
| Programma della Marina indiana per navi appoggio multi-ruolo |            | LHD o LPD |            | India   | 21.000 / 27.000 t | 4 in pianificazione                 |
| Programma SSN della Marina indiana                           |            | SSN       |            | India   | 6.000 t           | 6 in pianificazione                 |
| Akula                                                        | INS Chakra | SSN       | Magadan    | Russia  | 12.770 t          | Dal 2025                            |